# Tervel al Bulgariei

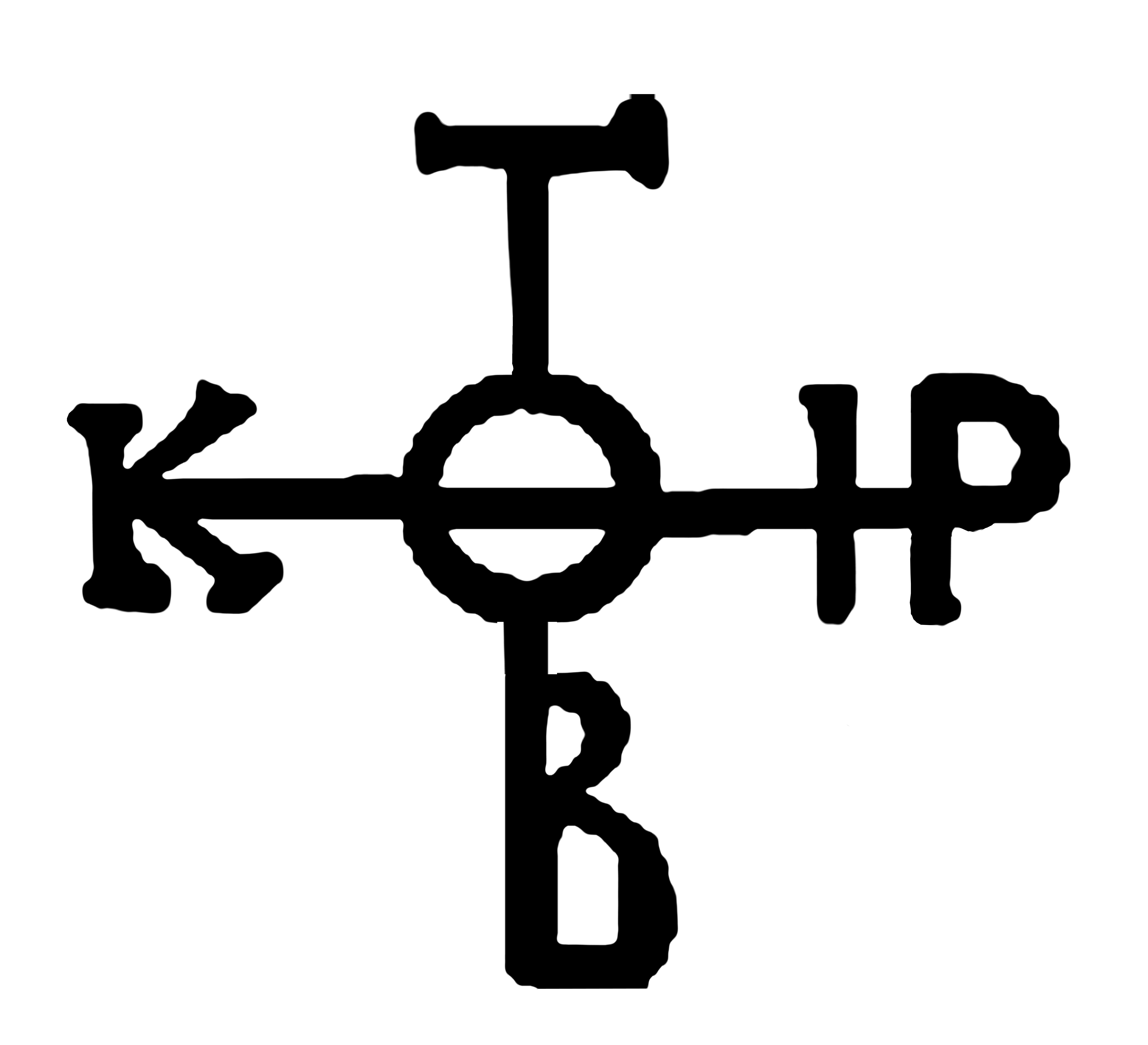
Monograma lui Tervel al Bulgariei

Hanul Tervel (în bulgară Тервел),  numit și Tarvel, Terval sau Terbelis în unele surse bizantine, (n.  ? – d. 721 d.Hr.) a fost han al Bulgariei, în timpul Primului Imperiu Bulgar la începutul secolului al VIII-lea. În 705, împăratul Iustinian II l-a numit Cezar, primul străin care a primit acest titlu onorific și al doilea din istoria bizantină. A fost crescut ca un păgân precum bunicul său hanul Kubrat, dar mai târziu a fost posibil botezat de către clerul bizantin. Tervel a jucat un rol important în înfrângerea arabilor în timpul asediului Constantinopolului în 717–718, când 50.000 bulgari au luptat alături de cei 30.000 bizantini conduși de Leon al III-lea Isaurianul. 
Manuscrisul Lista numelor conducătorilor bulgari (în bulgară: Именник на българските ханове) afirmă că Tervel a aparținut clanului Dulo și că a domnit timp de 21 de ani. Conform cronologiei dezvoltate de Moskov, Tervel ar fi domnit în perioada 695 – 715. Alte cronologii îi plasează domnia în anii 701 – 718 sau 700 – 721, dar acești ani nu pot fi împăcați cu mărturia din manuscris care permite identificarea lui Tervel ca fiul și moștenitorul predecesorului său Asparuk, care probabil a murit în luptă împotriva khazarilor. 

## Biografie
În 705, Tervel l-a ajutat pe Iustinian al II-lea să-și recapete tronul pierdut, după zece ani în exil. Ca mulțumire, noul împărat bizantin i-a oferit cantități enorme de aur, argint, mătase, precum și teritoriul situat între Stara Zagora, Sliven și Marea Neagră (regiunea numită Zagore). Nu se știe dacă fiica lui Iustinian Anastasia s-a căsătorit cu Tervel așa cum a fost înțelegerea. 
Trei ani mai târziu, Iustinian s-a considerat destul de puternic pentru a recuceri teritoriile pierdute și în 708 a invadat Bulgaria, dar a fost învins în Bătălia de la Anchialus de către forțele lui Tervel și a fost constrâns să facă pace. Împăratul bizantin, Iustinian al II-lea, a fost printre puținii care au scăpat din această bătălie, el s-a adăpostit în cetate, de unde a plecat la Constantinopol pe o navă. Bulgarii au stăpânit noile teritorii cucerite secole la rând, până când au căzut în mâinile otomanilor. 
În 711, în Imperiul Bizantin a izbucnit o revoltă care l-a forțat pe Iustinian al II-lea să ceară ajutor, dar Tervel i-a trimis doar 3.000 de soldați. După mai multe confruntări, trupele lui Iustinian al II-lea și cei 3.000 de soldați bulgari au fost învinși de forțele împăratului rebel Philippikos Bardanes, care a fost proclamat ca noul împărat de la Constantinopol, iar Iustinian al II-lea a fost capturat și executat, în timp ce aliații săi bulgari au fost lăsați să se retragă în țara lor. Tervel a profitat de de tulburările din Imperiul Bizanin pentru a face raiduri în Tracia în 712, jefuind regiunea până în apropiere de Constantinopol.
Conform informațiilor cronologice din manuscrisul Lista numelor conducătorilor bulgari, Tervel ar fi murit în 715. Cu toate acestea, cronicarul bizantin Teofan Mărturisitorul îi atribuie lui Tervel un rol în încercarea de a readuce la putere pe împăratul Anastasiu al II-lea în 718 sau 719. Dacă Tervel a supraviețuit atât de mult, el a fost conducătorul bulgar care a încheiat un nou tratat cu împăratul Teodosiu al III-lea în 716 (confirmând tributul anual plătit de bizantini Bulgariei și concesiile teritoriale din Tracia, precum și reglementarea relațiilor comerciale și a tratamentului refugiaților politici) și el a fost, de asemenea, conducătorul bulgar care a ajutat la ridicarea celui de-al doilea asediu arab al Constantinopolului în anii 717 – 718, când 50.000 bulgari au luptat alături de cei 30.000 bizantini conduși de Leon al III-lea Isaurianul. Potrivit lui Teofan Mărturisitorul, bulgarii ar fi ucis circa 22.000 de arabi în luptă.

## Moștenire
Tervel al Bulgariei a fost numit sfânt de Biserica Ortodoxă Bulgară, ca Sfântul Trivelius.
Vârful Tervel de pe Insula Livingston din Insulele Shetland de Sud, Antarctica este numit după Tervel al Bulgariei. 